# Knut Klotz
Knut Klotz (* 5. Juli 1944 in Zwickau) ist ein ehemaliger deutscher Politiker (SPD) und Beamter.
Knut Klotz besuchte die POS „Friedrich Schiller“ in Zwickau-Oberplanitz. Anschließend machte er eine Lehre als Elektromonteur, die er 1963 mit der Gesellenprüfung abschloss. 1967 wurde er Ingenieur für Elektroanlagenbau. Später studierte er Rechtswissenschaften an der Humboldt-Universität zu Berlin und schloss 1976 als Diplom-Jurist ab. 1990 wurde Klotz Unterabteilungsleiter im Ministerium für Bauwesen, Städtebau und Wohnungswirtschaft der ersten frei gewählten Regierung der DDR. Zuletzt war er Regierungsdirektor im Bundesministerium für Verkehr, Bau und Stadtentwicklung und dem Bundesministerium für Verkehr, Bau- und Wohnungswesen.
Im Zuge der Wende in der DDR trat Klotz 1990 der Sozialdemokratischen Partei (SDP) bei. Bei der ersten freien Ost-Berliner Wahl im Mai 1990 wurde er in die Berliner Stadtverordnetenversammlung gewählt. Auch bei der nun gemeinsamen Wahl im Dezember 1990 konnte er das Direktmandat im Wahlkreis 1 im Bezirk Treptow gewinnen. 1995 schied Klotz aus dem Parlament aus.